# Moneda alternativa
Una moneda alternativa (o moneda privada) es cualquier medio de intercambio utilizado como alternativa o complemento a una moneda fiduciaria nacional o multinacional. Estas monedas son creadas por individuos, comunidades, organizaciones, empresas o, en algunos casos, gobiernos locales o regionales. Pueden surgir de manera formal, mediante un diseño planificado, o de forma espontánea, cuando un grupo adopta un bien o sistema como medio de intercambio. Las monedas alternativas buscan fomentar economías locales, promover la inclusión financiera, fortalecer la resiliencia comunitaria o experimentar con modelos económicos innovadores.

## Tipos de monedas alternativas
Las monedas alternativas abarcan una amplia variedad de sistemas, cada uno con características y objetivos específicos:
- Monedas complementarias: Diseñadas para operar junto a una moneda fiduciaria, suelen tener un ámbito de uso limitado, como una región o comunidad. Ejemplo: Chiemgauer en Alemania.[2]
- Monedas locales: Restringidas a una localidad específica, fomentan el comercio local y evitan la fuga de capital. Ejemplo: Bristol Pound en Reino Unido.
- Sistemas de trueque: Intercambio directo de bienes o servicios sin moneda intermediaria. Una variante moderna es el Sistema de Intercambio Local (LETS), donde los intercambios se miden en puntos o créditos, a menudo equivalentes a horas de trabajo.
- Mutuas de crédito: Sistemas donde los participantes obtienen créditos para intercambiar bienes o servicios dentro de una red cerrada. Ejemplo: Sardex en Cerdeña.[3]
- Monedas basadas en tiempo: El valor se mide en horas trabajadas, promoviendo la equidad en el intercambio. Ejemplo: Banco de tiempo.
- Criptomonedas alternativas: Monedas digitales basadas en blockchain diseñadas para fines específicos, como el intercambio comunitario. Ejemplo: FairCoin.

## Características
Las monedas alternativas suelen compartir ciertas características distintivas:
- Descentralización: No dependen de un banco central, sino de la confianza entre los usuarios o una entidad local.
- Oxidación: Algunas, como el Freigeld de Silvio Gesell, incorporan una tasa de devaluación periódica para incentivar la circulación rápida del dinero.
- Limitación geográfica o funcional: Su uso suele estar restringido a una comunidad, región o propósito específico.
- Respaldo: Pueden estar respaldadas por monedas fiduciarias, bienes, servicios o simplemente por la confianza comunitaria.

## Historia
Las monedas alternativas tienen raíces en sistemas de trueque antiguos, pero su desarrollo moderno se intensificó durante crisis económicas. Un caso emblemático es el Experimento de Wörgl (1932-1933) en Austria, donde el municipio emitió certificados de trabajo con oxidación, lo que reactivó la economía local, redujo el desempleo y financió proyectos de infraestructura. Este experimento, inspirado en las ideas de Silvio Gesell, demostró el potencial de las monedas locales para estimular la economía.
En las décadas posteriores, iniciativas como los LETS en los años 80 y monedas locales modernas como el BerkShares en EE. UU. o el Eusko en el País Vasco han continuado esta tradición, adaptándose a contextos locales y tecnológicos.
En la actualidad, existe un wiki específico dedicado a las monedas sociales, donde se comparten recursos, experiencias y conocimientos sobre el desarrollo y uso de estas monedas en diversas comunidades. Este espacio colaborativo permite a los interesados aprender de las mejores prácticas y las innovaciones en el campo de las monedas sociales y complementarias.

## Ventajas
Las monedas alternativas ofrecen múltiples beneficios:
- Estímulo económico local: Al limitar la circulación a una región, fomentan el comercio local y evitan la fuga de capital. Por ejemplo, el Experimento de Wörgl logró una circulación monetaria 400 veces superior a la del schilling nacional.
- Resiliencia comunitaria: Fortalecen las redes sociales y la cohesión comunitaria al promover la confianza y la colaboración.
- Inclusión financiera: Permiten a personas excluidas del sistema bancario participar en la economía.
- Sostenibilidad: Algunas monedas, como las basadas en tiempo, promueven la economía circular y reducen la dependencia de recursos externos.
- Innovación monetaria: Facilitan experimentos con modelos económicos alternativos, como el uso de la oxidación para desincentivar el acaparamiento.

## Desventajas
A pesar de sus ventajas, las monedas alternativas enfrentan desafíos:
- Aceptación limitada: Su uso está restringido a una red de participantes, lo que puede limitar su utilidad frente a monedas fiduciarias.
- Complejidad legal: Los regímenes tributarios y legales varían según el país. En algunos casos, las monedas alternativas son gravadas como las nacionales, pero no pueden usarse para pagar impuestos. En otros, como en el caso de Wörgl, fueron prohibidas por violar el monopolio monetario del gobierno.[6]
- Riesgo de inestabilidad: Según algunos economistas, como Nikolaus Läufer, el uso prolongado de monedas con oxidación puede acelerar excesivamente la circulación, reduciendo la cantidad de dinero disponible y potencialmente desestabilizando la economía local a largo plazo.
- Dependencia tecnológica: Las monedas digitales alternativas requieren infraestructura tecnológica, lo que puede excluir a comunidades con acceso limitado a internet o dispositivos.

## Aspectos legales
El tratamiento legal de las monedas alternativas varía ampliamente. En algunos países, como Alemania, las monedas locales como el Chiemgauer son legales siempre que cumplan con regulaciones fiscales. En otros, como en Austria durante el caso de Wörgl, fueron prohibidas por conflictos con el monopolio monetario del banco central. Generalmente, las monedas alternativas deben declararse como ingresos para efectos fiscales, aunque no siempre pueden usarse para pagar impuestos.

## Ejemplos destacados
- Wörgl (Austria, 1932-1933): Introdujo certificados con oxidación, logrando reducir el desempleo y financiar infraestructura local hasta su prohibición.
- Bristol Pound (Reino Unido): Una moneda local que fomenta el comercio en Bristol, aceptada por cientos de comercios.
- Banco del Tiempo: Sistemas globales donde el tiempo trabajado se usa como moneda, promoviendo la equidad.
- Sardex (Italia): Una mutua de crédito digital que facilita el intercambio entre empresas en Cerdeña.